# Isadora Juice
Isadora Juice, pseudonimo di Rossella Peccerillo (Roma, 1959), è una cantante italiana.

## Biografia
Isadora Juice è entrata nel mondo dello spettacolo nel 1979 partecipando a Domenica in come valletta e pubblicando il suo singolo di debutto, Isadora/Donna automatica. L'anno successivo ha recitato nella serie Ora zero e dintorni nei panni di Mira e a teatro ha fatto parte della compagnia di Alberto Lionello.
Se la sua musica non ha mai avuto successo in madrepatria, è stata particolarmente apprezzata in Svezia, dove entrambi i suoi album pubblicati su etichetta RCA Victor sono entrati nella Sverigetopplistan: Isadora al 18º posto nel 1981, e Isadora II alla 26ª posizione nel 1983. Inoltre, nel 1982 ha realizzato la sigla del programma radiofonico svedese Eldorado; il singolo omonimo si è piazzato al 9º posto in classifica, il suo piazzamento migliore.

## Discografia

### Album in studio
- 1981 – Isadora
- 1983 – Isadora II

### Singoli
- 1979 – Isadora/Donna automatica
- 1981 – Musica magica/Stai con me
- 1982 – Bello - brutto/Mangiami
- 1982 – Eldorado/Eldorado dub
- 1983 – Scacco matto/Oggi(short version)

## Filmografia
- Ora zero e dintorni – serie TV (1980)